# Jürgen Schlagenhof

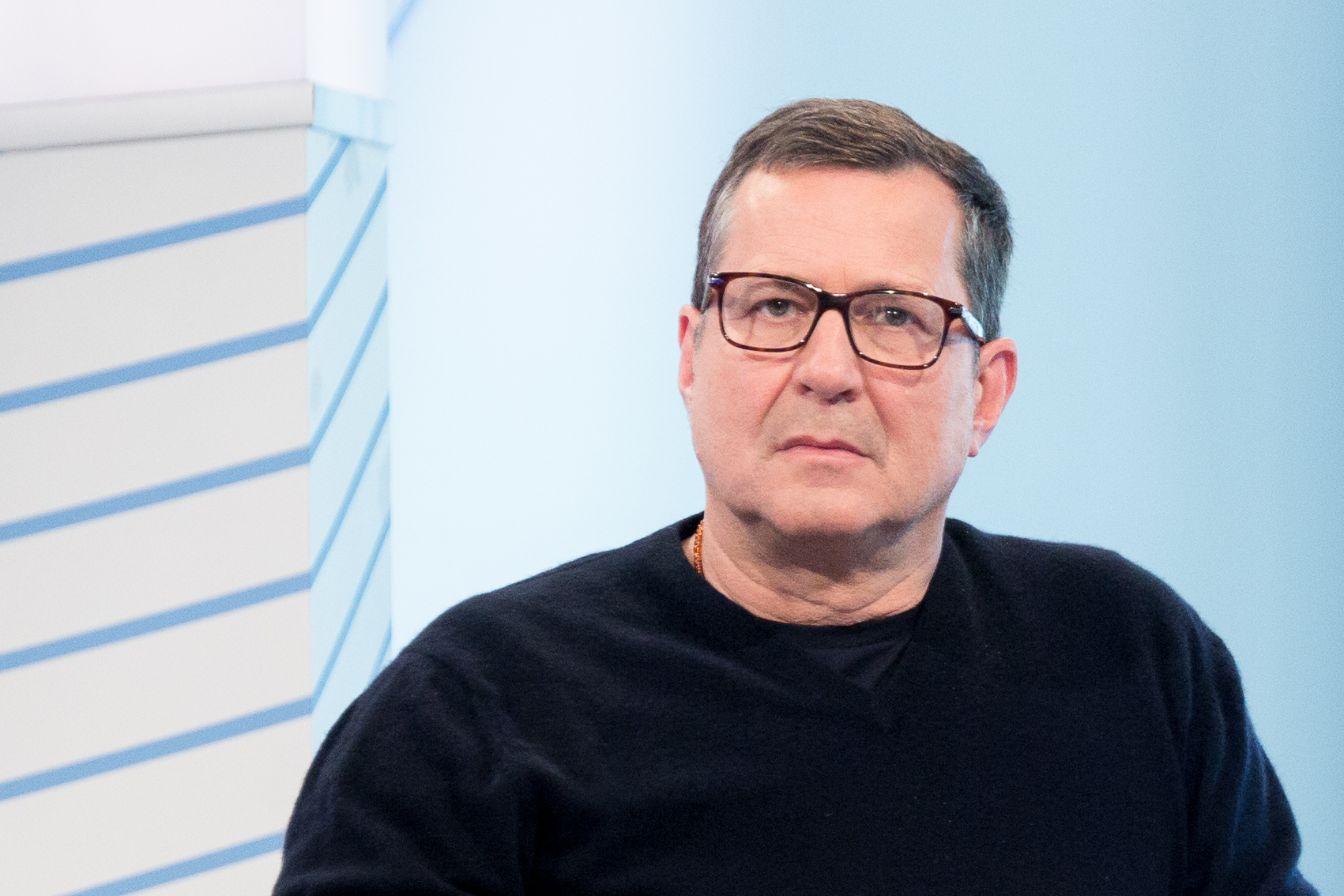
Jürgen Schlagenhof auf der Frankfurter Buchmesse (2017).

Jürgen Schlagenhof (* 1959 in Weil am Rhein) ist ein deutscher Drehbuchautor und Fotograf.

## Leben
Schlagenhof wurde 1959 in Weil am Rhein geboren. Nach dem Magister-artium-Abschluss in Theaterwissenschaften, Literaturwissenschaften und Kunstgeschichte an der Ludwig-Maximilians-Universität München studierte er in London an der Architectural Association School of Architecture Architektur. Ab 1993 arbeitete Schlagenhof als Fotograf für diverse Magazine und Verlage. Einige seiner Bilder erschienen in Form von Bänden im Heyne Verlag. Schlagenhof fungierte auch als Herausgeber. Seit 2005 schreibt er gemeinsam mit der Autorin Kathrin Richter Drehbücher.

## Filmografie (Auswahl)
- 2008: Das Beste kommt erst
- 2013: Spieltrieb
- 2013: Beste Bescherung
- 2014: Ich will dich
- 2019: Eine ganz heiße Nummer 2.0
- 2020: Solo für Weiss – Schlaflos
- 2023: Schnee (Fernsehserie)